# Neocteniza
Neocteniza is een geslacht van spinnen uit de  familie van de Idiopidae (Valdeurspinnen).

## Soorten
- Neocteniza agustinea Miranda & Arizala, 2013
- Neocteniza australis Goloboff, 1987
- Neocteniza chancani Goloboff & Platnick, 1992
- Neocteniza coylei Goloboff & Platnick, 1992
- Neocteniza fantastica Platnick & Shadab, 1976
- Neocteniza malkini Platnick & Shadab, 1981
- Neocteniza mexicana F. O. Pickard-Cambridge, 1897
- Neocteniza minima Goloboff, 1987
- Neocteniza myriamae Bertani, Fukushima & Nagahama, 2006
- Neocteniza occulta Platnick & Shadab, 1981
- Neocteniza osa Platnick & Shadab, 1976
- Neocteniza paucispina Platnick & Shadab, 1976
- Neocteniza platnicki Goloboff, 1987
- Neocteniza pococki Platnick & Shadab, 1976
- Neocteniza sclateri Pocock, 1895
- Neocteniza spinosa Goloboff, 1987
- Neocteniza subirana Platnick & Shadab, 1976
- Neocteniza toba Goloboff, 1987